# Zwarte Ernz
De Zwarte Ernz (Frans: Ernz Noire, Duits: Schwarze Ernz, Luxemburgs: Schwaarz Iernz) is een 21 km lange zijrivier van de Sûre in de Luxemburgse streek Klein Zwitserland. De rivier, die deel uitmaakt van het stroomgebied van de Rijn, heeft een drainagebekken van meer dan 70 km². Vanaf zijn beginpunt in Gonderange tot de monding in Grundhof stroomt hij constant in noord- à noordoostelijke richting, passerend doorheen de plaatsen Junglinster, Blumenthal en Müllerthal. De Zwarte Ernz heeft helder water en vormt een habitat voor onder meer beekforellen, donderpadden, kamsalamanders en vuursalamanders.
De bovenloop van de rivier stroomt doorheen een uitgestrekt landbouwgebied met daar middenin de relatief grote kern van Junglinster. Ter hoogte van het nabijgelegen dorp Godbrange begint de vallei van de Zwarte Ernz een dichtbebost en rotsachtig karakter te vertonen. Dit landschap is een aantrekkingspool voor natuurliefhebbers, met de waterval Schiessentümpel als een van de belangrijkste trekpleisters van heel Klein Zwitserland.

## Etymologie
Ernz is de naam van twee ongeveer parallelle rivieren in dezelfde regio. Iets ten westen van de Zwarte Ernz stroomt immers ook de Witte Ernz, die in de Sûre uitmondt ter hoogte van Reisdorf. De oudste vermelding van "Ernz" is vindbaar in een 13de-eeuwse kopie van een akte uit 876–77. Deze maakt gewag van de fluvio Arantia ("rivier Arantia"). Via andere schrijfwijzen als Arenza en Arinza evolueerde de naam naar de late 11de eeuw toe tot het reeds meer herkenbare Erinza.
De grondvorm Arantia is een hydroniem dat stamt uit pre-Oudhoogduits. Het is een vrouwelijk afgeleide van "ara" met een nt-suffix. Het deeltje ara betekent "zich samenvoegen" in een watercontext en ligt aan de basis van vele andere riviernamen (zoals die van de Zwitserse Aare).

## Geografie

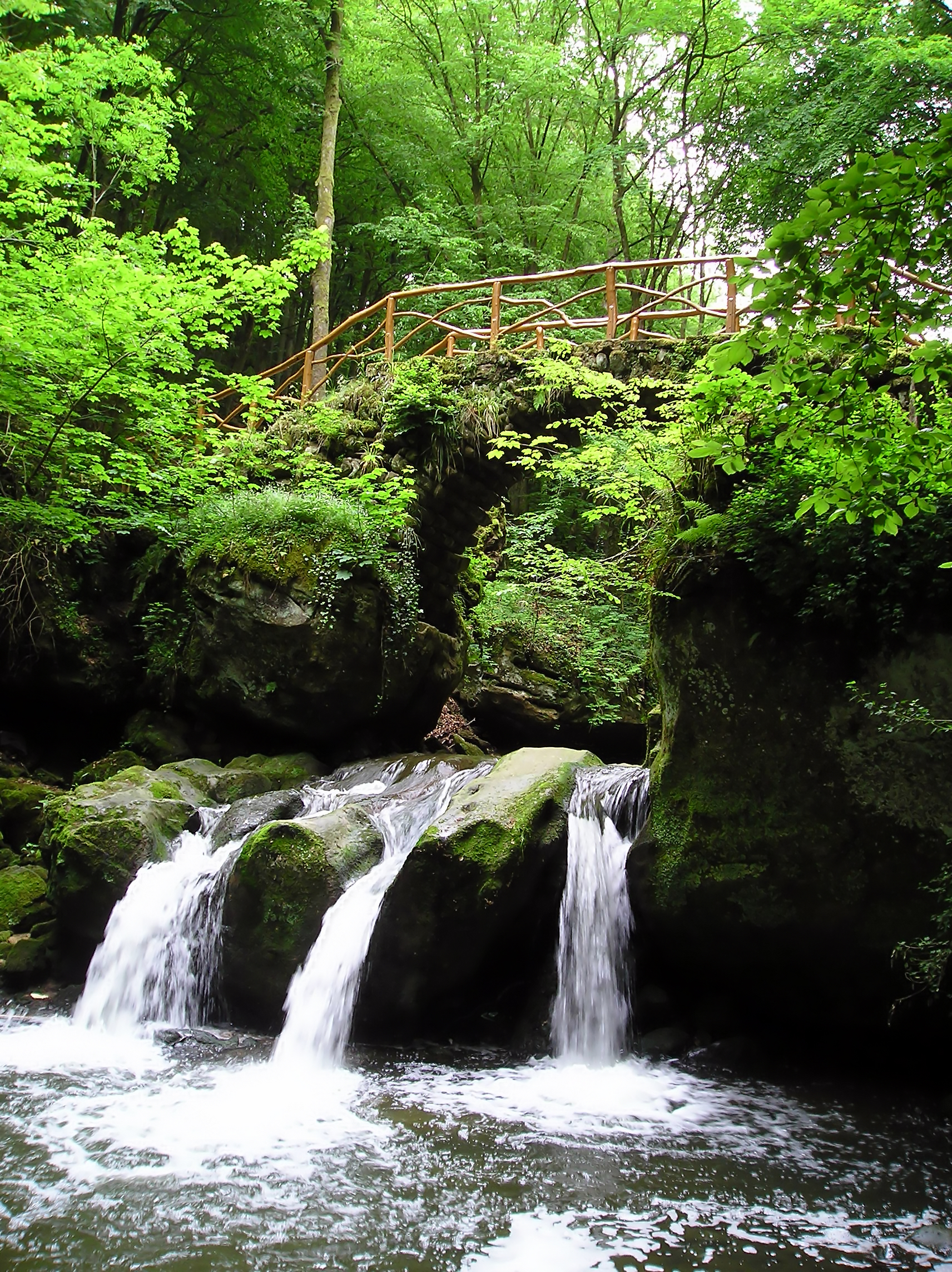
De Zwarte Ernz en de Schiessentümpel

De Zwarte Ernz ontstaat in het Grünewald nabij Gonderange als de samenvloeiing van twee kleinere beken en stroomt, parallel met de westelijker gelegen Witte Ernz, naar het noorden door Junglinster en Müllerthal om bij Grundhof in de Sûre uit te monden.
De Zwarte Ernz en zijn zijrivieren hebben in de loop der tijden een loop uitgegraven door de Luxemburgse Zandsteen, een zandsteenformatie uit het Lias (+/- 200 miljoen jaar oud), en hebben daar tientallen karakteristieke rotsformaties achtergelaten die de streek zijn naam Klein Zwitserland hebben gegeven.
De voornaamste attractie op de rivier zelf is de waterval Schiessentümpel nabij Müllerthal.
De Zwarte Ernz ontvangt op zijn loop het water van een tiental zijrivieren, waaronder de Halerbaach, de Consdrëferbaach en de Roitzbach.